# Orense Sporting Club
Maillots
Actualités
Le Orense Sporting Club est un club équatorien de football basé à Machala.

## Histoire
Le club est fondé en décembre 2009, comme un club omnisport, avec des sections football, basketball, natation et tennis. Le club est enregistré en 2012 auprès du ministère des Sports sous le nom de Club Especializado Formativo Orense Sporting Club, mais il est plus connu sous l'appellation Orense Sporting Club.
Depuis 2012, il participe aux championnats de football professionnel. Dès sa première saison, il est champion provincial de Segunda Categoria, puis en 2015, le club remporte son deuxième titre provincial, et ensuite en 2017, Orense obtient sa promotion en Serie B, la deuxième division équatorienne.
Pour sa première saison en Serie B, en 2018, Orense parvient tout juste à se maintenir, en terminant à deux points des places de relégation. La saison suivante, Orense termine à la première place du classement cumulé, et remporte la finale du championnat de deuxième division, le club étant ainsi promu en Serie A.
Lors de sa première saison en première division, le club parvient à se maintenir, grâce à une bonne deuxième phase.

## Palmarès
| Compétitions nationales                              |
| ---------------------------------------------------- |
| - Championnat d'Équateur D2 (1) : - Champion : 2019. |